# Севериновка (Каменский район)
Севериновка (рум. Severinovca) — украинское село, центр Севериновского сельсовета Каменского района непризнанной Приднестровской Молдавской Республики.

## Описание села
Расположено в центральной части района. Сельские улицы протянулись по обеим сторонам вдоль каньонообразной долины речки Каменка, маловодного притока Днестра. Конфигурация села линейная с многорядной застройкой. В южной части Севериновка смыкается с застройкой г. Каменка в северной части с селом Хрустовая. Растянутость села создает проблемы с транспортной доступностью для жителей социально-бытовых объектов расположенных в центре села.
За последние полвека численность населения села неуклонно снижалась за счет естественной и механической убыли.
- 1959 г. – 1027 чел.;
- 1979 – 896;
- 1989 – 871;
- 2004 – 799;
- 2008 - 690 чел.

Среди жителей села высока доля пенсионеров.
В Севериновке проживают преимущественно украинцы (более 80%), а также молдаване (около 15%) и русские. Среди верующих преобладают православные.

## История
Севериновка получила своё название в честь одного из сыновей князя Любомирского – Севериана, а прежде называлась Деренковом.
Еще в 1709 г. здесь существовало довольно значительное поселение, состоявшее главным образом из шляхтичей, которым князем Любомирским сдавались даровые усадьбы. 
В конце XVIII в. при Екатерине II Севериновка была конфискована в казну за долги князя Любомирского. В ту пору в селе проживало 974 православных прихожан, большую часть составляли крестьяне-украинцы. Главным занятием жителей было хлебопашество, многие промышляли извозом. В отдельных дворах, владельцы товарным овощеводством на угодьях получивших название «капустники».
В 1867 г. на средства, отпущенные казной, в селе построили церковь в честь Покрова Пресвятой Богородицы. Тогда же соорудили колокольню и открыли церковно-приходскую школу.
Известно, что в 1888 г. Севериновку и другие приходы Ольгопольского уезда посетил с инспекцией Епископ Балтский Преосвященный Димитрий. Он испытал учеников церковно-приходской школы в знании священной истории и катехизиса и одобрил их высокий уровень знаний.
В начале XX в. село было охвачено крестьянскими волнениями.
С установлением власти Советов помещичья земля была распределена по числу душ в каждом дворе, а беднякам раздали сельскохозяйственный инвентарь, семена, скот.
В ответ на проводимую продразвёрстку  в Севериновке было поднято антисоветское восстание.  Карательный отряд Красной Армии окружил село. 70 жителей Севериновки, задержанных как участников восстания, было расстреляно.  В качестве дополнительной меры устрашения было запрещено хоронить убитых.
В середине 20-х в селе началась коллективизация. Жители села вспоминали: «коммуны организовывали из батраков. Более зажиточных крестьян стали выгонять из собственных домов, а землю, скот, инвентарь забирали в колхоз. В колхозе помещений для скота не было, кормить его было нечем. Так и губили добро». Первый колхоз в Севериновке назывался «Борець працi».
В 1941 г. село заняли румынские оккупанты, создавшие сельскохозяйственную коммуну. В период оккупации в селе действовала подпольная антифашистская организация. Подпольщики выпускали листовки, саботировали сев и сбор урожая.
В послевоенный период в Севериновке было размещено отделение Каменского совхоза им. Калинина. Совхоз специализировался на возделывании зерновых, технических и кормовых культур, садоводстве и огородничестве. В 60-70 гг. селе были построены школа, детский сад, Дом культуры, магазин, фельдшерско-акушерский пункт, разбит парк, открылся Литературно-мемориальный музей П.П. Вершигоры и бюст героя, установлен памятник односельчанам, погибшим на фронтах войны.
В 90-е гг. в селе был открыт молитвенный дом Покрова Пресвятой Богородицы.

## Достопримечательности

### Село на Археологической карте Подольской губернии
В 1901 г. Ю.А. Сицинский в «Археологической карте Подольской губернии» дал следующее описание Севериновке и окрестностей: «В одной из скал пещера с узким входом – не исследованная; народ говорит, что там спрятаны церковные вещи и деньги. На одной из скал, прилегающих к пещере, видны следы как бы существовавшей там постройки, а на одном камне сохранилось высеченное изображение человеческой стопы. В кургане близ села найдены след. предметы времени переселения народов: два железных наконечника стрел – один в виде кленового листа, другой – в виде треугольника, обращенного кверху основанием, – железная сабля, нож и разные принадлежности сбруи» .

### Литературно-мемориальный музейП. П. Вершигоры
Жители села гордятся своим земляком – Героем Советского Союза П.П. Вершигорой – одним из наиболее ярких командиров в партизанском соединении С. А. Ковпака. Петр Петрович Вершигора активно участвовал в послевоенном восстановлении и развитии села. Он занимался литературным и театральным творчеством. В его честь в 1976 г. в селе был открыт Литературно-мемориальный музей.

## Уроженцы Севериновки
- Вершигора, Пётр Петрович (1905, Севериновка — 1963, Москва) — русский советский писатель, Герой Советского Союза.
- Лефтий, Антонина Владимировна (род. 1945, Севериновка; в настоящее время проживает в Сиднее) — заслуженная артистка Украинской ССР, актриса Киевской киностудии им. А. Довженко.